# 尼泊尔共产党（联合） (1991年)
尼泊尔共产党（联合）（英語：Communist Party of Nepal (United)）是尼泊尔的一个已不存在的共产主义政党。该党成立于1991年，由尼泊尔共产党 (布玛)、尼泊尔共产党 (阿马蒂亚)和尼泊尔共产党（民主）合并而成。尼泊尔共产党 (布玛)和尼泊尔共产党 (阿马蒂亚)的部分派系后来又脱离了该党。

## 概述
该党的总书记是比什努·巴哈杜尔·曼南达尔。
该党的青年团党组织被称为“尼泊尔全国青年联合会”，而它的工会被称为“尼泊尔工会联合会”。
2005年2月1日，尼泊尔国王贾南德拉直接掌控尼泊尔政权，该党总书记曼南达尔被逮捕监禁。
2005年9月15日，该党和尼泊尔共产党（马克思主义） (1991年)合并为尼泊尔共产党（联合马克思主义）。